# Vanessa Atkinson

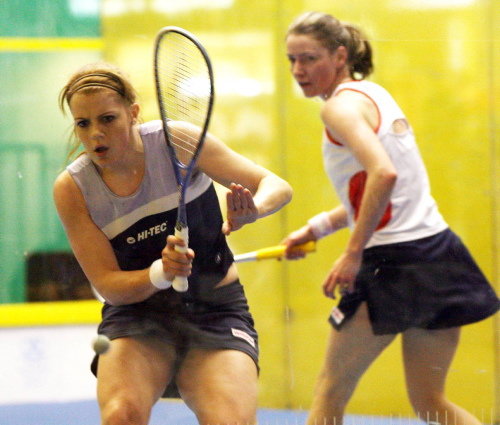
Vanessa Atkinson (links) met Vicky Botwright.

Vanessa Atkinson (Newcastle-upon-Tyne, 10 maart 1976) is een in Engeland geboren Nederlandse voormalig squashspeelster. Atkinson is twaalfvoudig Nederlands kampioene, eenmalig Europees en eenmalig Wereldkampioene. In 2005 nam ze enige tijd de eerste plaats op de wereldranglijst in beslag. Atkinson won samen met Annelize Naudé en Orla Noom in 2010 het Europees kampioenschap voor vrouwen in Aix-en-Provence. Samen versloegen ze in de halve finale het Engelse team (2-1), dat de voorgaande 32 titels allemaal won. In de finale werd ook Frankrijk verslagen (2-1).
Atkinson kwam al op jonge leeftijd met haar ouders naar Nederland en begon met squash toen ze 10 jaar oud was. Ze werd in de periode van 1991 tot en met 1994 nationaal jeugdkampioene. Ze begon met internationaal squash in 1995 op 19-jarige leeftijd en sloot dat jaar al af als de nummer 38 van de wereld. In 1996 stokte de progressie iets en kwam ze niet hoger dan de 33e positie. Ieder jaar verbeterde ze zich en in 2000 won ze haar eerste toernooi, het Bronxville Field Club Open, waarin ze in de finale won van Pamela Nimmo uit Schotland. Datzelfde jaar sloot ze af als de nummer 11 van de wereld. Een maand later bereikte ze voor het eerst in haar carrière de top 10. Anderhalf jaar lang bivakkeerde ze tussen de 10e en 13e positie, om halverwege 2002 de stap naar de absolute wereldtop te maken. In maart 2004 kwam ze na twee toernooioverwinningen zelfs op de derde positie terecht.
Later in 2004 volgden nog vijf toernooizeges alvorens ze deelnam aan de wereldkampioenschappen in Kuala Lumpur. Na overwinningen op de Schotse Pamela Nimmo, de Engelsen Vicky Botwright en Linda Elriani kwam ze in de halve finale uit tegen de Australische Rachael Grinham die met 9-0, 9-2 en 9-2 simpel aan de kant werd gezet, waardoor Atkinson voor het eerst in de WK finale stond. Tegenstandster was Grinham's zus, Natalie. Ook zij bleek geen partij voor Atkinson die de wereldtitel met 9-1, 9-1, 9-5 in de wacht wist te slepen.
Na vier toernooioverwinningen en de Europese titel in 2005 was het in december 2005 in Hongkong de bedoeling om haar wereldtitel te verdedigen. Vlak voor aanvang van het toernooi was ze opgeklommen naar de eerste plaats op de wereldranglijst. Atkinson kwam niet in de problemen en bereikte zonder al te veel moeite de halve finale, ze moest alleen een set afstaan aan de Française Isabelle Stoehr. In de halve finale kwam ze uit tegen de Maleisische Nicol David, waarvan ze eerder dat jaar al een keer een halve finale en een finale had verloren. Ook dit keer bleek David met 9-6, 1-9, 9-10 en 3-9 de sterkste en plaatste zich voor de finale en werd later ook wereldkampioene, waarmee ze tevens de eerste plaats op de wereldranglijst van Atkinson over nam.
In februari 2006 nam Atkinson revanche op David door in de finale van het Apawamis Open, een van de grotere squashtoernooien te winnen en de titel in de wacht te slepen. Nog geen week later versloeg ze in haar woonplaats Den Haag Annelize Naudé in de finale van het NK, waarmee ze voor de negende keer Nederlands kampioene werd. In de thuishaven van Nicol David bereikten beide dames opnieuw de finale en ook dit keer was Atkinson degene die aan het langste eind trok. Begin maart kwam Atkinson opnieuw uit de Verenigde Staten, ditmaal tijdens de Tournament of Champions in New York. Hier behaalde ze haar vierde toernooizege op rij, door in de finale te winnen van de Amerikaanse Natalie Grainger.

## Statistieken
- Wereldkampioen (1x) : 2004
- Europees kampioen (1x) : 2005
- Nederlands kampioen (12x) : 1996, 1997, 1998, 1999, 2000, 2001, 2003, 2005, 2006, 2007, 2009, 2010

### Internationale finaleplaatsen
| jaar | toernooi                             | tegenstandster    | winst/verlies | score                     |
| ---- | ------------------------------------ | ----------------- | ------------- | ------------------------- |
| 1997 | Isostar Tournament Leidschendam      | Rebecca Macree    | verlies       |                           |
| 1997 | Finnish Open                         | Suzanne Horner    | verlies       |                           |
| 1999 | The Berger Funds Open                | Leilani Rorani    | verlies       | 4-9, 0-9, 9-6, 2-9        |
| 1999 | Monte Carlo Classic                  | Cassie Jackman    | verlies       | 2-9, 4-9, 8-9             |
| 2000 | WISPA International Squash Challenge | Tania Bailey      | verlies       | 3-9, 9-5, 1-9, 4-9        |
| 2000 | Bronxville Field Club Open           | Pamela Nimmo      | winst         | 9-3, 6-9, 9-3, 9-2        |
| 2001 | Richmond Open                        | Jenny Tranfield   | verlies       | 9-3, 9-6, 1-9, 2-9, 7-9   |
| 2001 | Deloitte U. Touche Cup               | Rachael Grinham   | winst         | 9-6, 9-1, 9-7             |
| 2002 | Southport Open                       | Carol Owens       | verlies       | 2-9, 0-9, 5-9             |
| 2002 | Vassar College Class of '32          | Rebecca Macree    | winst         | 9-1, 9-4, 2-9, 9-5        |
| 2002 | Bright Lights Las Vegas Open         | Sarah Fitz-Gerald | verlies       | 4-9, 2-9, 0-9             |
| 2002 | Aqua Nova Grasshopper Cup            | Natalie Grainger  | verlies       | 9-6, 0-9, 1-9, 3-9        |
| 2003 | Irish Open                           | Cassie Jackman    | winst         | 3-9, 9-4, 9-5, 4-9, 9-7   |
| 2003 | Valid Dutch Open                     | Natalie Grinham   | verlies       | 6-9, 5-9, 9-4, 4-9        |
| 2004 | Malaysia Airlines KL Open            | Nicol David       | winst         | 9-0, 9-7, 1-9, 9-2        |
| 2004 | Qatar Airways Challenge              | Cassie Jackman    | winst         | 9-2, 10-9, 6-9, 10-8      |
| 2004 | Irish Open                           | Jenny Tranfield   | winst         | 10-8, 9-1, 9-3            |
| 2004 | Malaysian Women's Open               | Nicol David       | winst         | 9-2, 9-4, 9-0             |
| 2004 | Brunei International                 | Rachael Grinham   | winst         | 10-8, 9-5, 3-9, 2-9, 10-8 |
| 2004 | Sports World Mexican Open            | Annelize Naudé    | winst         | 9-4, 9-1, 9-2             |
| 2004 | Qatar Classic                        | Rachael Grinham   | winst         | 9-4, 9-7, 9-6             |
| 2004 | WK squash 2004                       | Natalie Grinham   | winst         | 9-1, 9-1, 9-5             |
| 2005 | Tournament of Champions              | Linda Elriani     | winst         | 9-6, 9-5, 9-5             |
| 2005 | Texas Open                           | Rachael Grinham   | winst         | 9-10, 0-9, 9-4, 9-3, 9-2  |
| 2005 | Malaysian Women's Open               | Nicol David       | verlies       | 9-3, 3-9, 9-1, 1-9, 4-9   |
| 2005 | PMI Women's Open                     | Rachael Grinham   | verlies       | 2-9, 2-9, 4-9             |
| 2005 | Monte Carlo Classic                  | Madeline Perry    | winst         | 9-2, 9-5, 9-7             |
| 2005 | Qatar Classic                        | Vicky Botwright   | winst         | 9-7, 9-4, 9-2             |
| 2006 | Apawamis Open                        | Nicol David       | winst         | 9-6, 9-2, 9-10, 9-7       |
| 2006 | CIMB Kuala Lumpur Open               | Nicol David       | winst         | 9-7, 4-9, 9-1, 9-3        |
| 2006 | Tournament of Champions              | Natalie Grainger  | winst         | 9-6, 7-9, 9-3, 9-4        |

### Eindrangschikking wereldranglijst
| 1995 | 1996 | 1997 | 1998 | 1999 | 2000 | 2001 | 2002 | 2003 | 2004 | 2005 | 2006 |
| ---- | ---- | ---- | ---- | ---- | ---- | ---- | ---- | ---- | ---- | ---- | ---- |
| 38e  | 33e  | 25e  | 19e  | 14e  | 11e  | 11e  | 7e   | 7e   | 3e   | 1e   | 2e*  |

* maart 2006